# Bience Gawanas

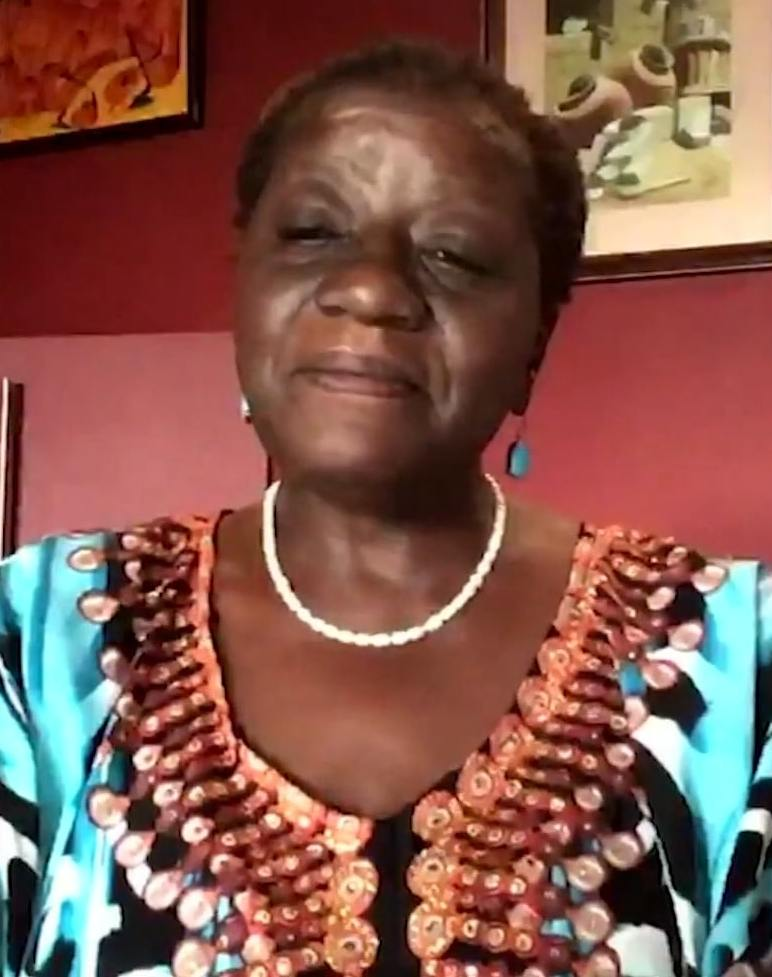
Bience Gawanas 2021

Bience Philomina Gawanas (* August 1956 in der Old Location, Südwestafrika) ist eine namibische Rechtsanwältin und Politikerin der SWAPO.
Von 1991 bis 1996 war sie Kommissarin für den Öffentlichen Dienst in Namibia, 1996 bis 2003 Ombudsmann, von 2002 bis 2012 Kommissarin für soziale Angelegenheiten bei der Versammlung der Staats- und Regierungschefs der Afrikanischen Union und von Januar 2018 bis Juli 2020 war sie Untergeneralsekretärin und Sonderberaterin für Afrika bei den Vereinten Nationen.

## Leben

### Südwestafrika, Südafrika – Jugend und Ausbildung
Bience Gawanas ist die Tochter von Philemon Gawanab und Hilde Rheiss und war das dritte von elf Geschwistern. Sie besuchte die Sekundarschule der katholischen Schule St. Theresa in Tses (in der heutigen Region ǁKarasKlicklaut in Südnamibia). Unmittelbar vor ihrem Abitur wurde ihr älterer Bruder Jeka 1974 beim Trampen von Weißen zu Tode geprügelt. Als die Polizei dann auch noch erklärte, dass es sich um einen „Verkehrsunfall“ gehandelt habe, entschied Gawanas Rechtswissenschaft zu studieren. Sobald sie die Schule beendet hatte, begann sie an der Universität des Westkaps (UWC) in Kapstadt (Südafrika) Rechtswissenschaft zu studieren.

„Als ich mich entschied, Jura zu studieren, sagte mir ein weißer Schulinspektor, dass meine Intelligenz als schwarzes Kind geringer wäre als die eines weißen Kindes und dass dieses Fachgebiet nicht für mich geeignet wäre. Heute bin ich Anwalt und habe bewiesen, dass Intelligenz nichts mit der Hautfarbe einer Person zu tun hat.“

Katholische Sponsoren halfen ihr, dem Druck der Apartheidbeamten zu widerstehen. Nach den Soweto-Aufständen 1976 wurde sie jedoch aus der UWC ausgeschlossen.
Nach dem Ausschluss von der Universität wurde sie aktives Mitglied der SWAPO-Jugendliga in Südwestafrika und arbeitete als Lehrerin.

### Sambia, Angola, Kuba, Schweiz, Großbritannien – Exil, ILO und Studium
1977 ging sie ins Exil, lebte und unterrichtete in SWAPO-Flüchtlingslagern in Sambia und Angola. Von 1979 bis 1981 unterrichtete sie namibische Exilkinder in Kuba.
1981 beschäftigte sie die Internationale Arbeitsorganisation (ILO) als Praktikantin in ihrem Hauptsitz Genf (Schweiz) und ermöglichte ihr anschließend ein Studium des Arbeitsrechts. Danach erhielt sie vom Africa Educational Trust ein Stipendium für ein Jurastudium an der University of Warwick, im Vereinigten Königreich. Sie schloss 1987 ihr Studium ab und vervollständigte 1988 ihre juristische Ausbildung als Rechtsanwältin am Lincoln’s Inn in London:. Während ihrer juristischen Anwalts-Ausbildung arbeitete Gawanas unter anderem mit Lord Tony Gifford daran, den Justizirrtum an den sogenannten Birmingham Six aufzuklären. Während ihres gesamten Exils setzte sich Gawanas weiterhin für Namibias Unabhängigkeit ein. Namibia war bis 1990 illegal von Südafrika besetzt.

### Sambia, Angola – Haft und Folter
1988 reiste sie nach Sambia, um ihre Tochter zu besuchen, und wurde von der SWAPO festgenommen. Über einen längeren Zeitraum hielt die Bewegung viele tausend Namibier wegen Verdacht auf "Spionage" fest. Diese Anschuldigungen wurden trotz monatelanger Einzelhaft und Folter nie bewiesen. Gawanas war später eine der ersten Namibierinnen, die 1989 lebend aus den "Kerkern" in Lubango (Südangola) zurückkehrte, einige Monate bevor viele andere überlebende Häftlinge freigelassen wurden.

### Namibia – Anwältin und Ombudsmann
Im Juli 1989 wurden Gawanas und ihre Tochter von den Vereinten Nationen nach Namibia zurückgebracht, um an den von der UNO unterstützten Wahlen teilzunehmen. Ihre erste Stelle in Namibia fand Gawanas bei dem Anwalt Anton Lubowski. Diese fand ein jähes Ende, als der Menschenrechtler und Apartheid-Gegner Lubowski vor seiner Haustür ermordetet wurde, um die von den Vereinten Nationen überwachten Wahlen zu destabilisieren. Dieses Ansinnen gelang jedoch nicht. Nach jahrelangem Befreiungskampf waren diese Wahlen der Schlusspunkt, der zur Unabhängigkeit Namibias von Südafrika führte.
Anschließend arbeitete Gawanas beim Legal Assistance Centre in Windhoek.
1991 wurde sie vom Parlament in die Kommission für den Öffentlichen Dienst  berufen, wo sie sich für eine umfassende Neuausrichtung des Öffentlichen Dienstes einsetzte. Präsident Sam Nujoma ernannte sie 1996 auf Empfehlung der Kommission für Justizdienste zum Ombudsmann. Bis 2003 prüfte sie Beschwerden über Missstände in der Verwaltung auf allen Ebenen. Sie war Mitbegründerin der African Ombudsman Association und deren erste Exekutivsekretärin.
Gawanas war außerdem Dozentin für Geschlechtergerechtigkeit an der Universität von Namibia, Direktorin des Verwaltungsrates der Zentralbank von Namibia und wichtiges Mitglied vieler Nicht-Regierungsorganisationen, darunter Generalsekretärin der Namibia National Women’s Organization und die Schirmherrin der Namibian Federation of Persons with Disabilities.

### Äthiopien, Namibia – Afrikanische Union, Sonderberaterin des Ministers für Gesundheit und soziale Dienste
Für zwei Amtszeiten wurde Gawanas 2003 und 2008 von den afrikanischen Staatsoberhäuptern zur Kommissarin für soziale Angelegenheiten der Afrikanischen Union (AU) mit Sitz in Addis Abeba, Äthiopien, gewählt.
Sie hat in dieser Funktion die soziale Entwicklung auf dem Kontinent untersucht und politische Instrumente, Projekte und Programme entwickelt. So hat sie den Maputo-Aktionsplan für sexuelle und reproduktive Gesundheit und Rechte unterstützt. Sie hat in Partnerschaft mit Mitgliedstaaten der AU und den UN-Organisationen die Kampagne zur Verringerung der Müttersterblichkeit in Afrika (CARMMA) initiiert, die die Gesundheit von Müttern und Kindern thematisierte und die globale, länderspezifische und regionale Unterstützung dafür mobilisierte bis hin zu den Gemeindevorstehern.
Nach Abschluss ihrer zweiten Amtszeit im Oktober 2012 kehrte sie nach Namibia zurück, wo sie Sonderberaterin des Ministers für Gesundheit und soziale Dienste wurde.

### Vereinte Nationen – Sonderbotschafterin für Afrika
Im Januar 2018 wurde Gawanas vom UN-Generalsekretär António Guterres zum Sonderberater für Afrika des Generalsekretärs der Vereinten Nationen ernannt und hatte damit den Rang eines Unter-Generalsekretärs.

„I love being a woman, being myself and never wanted to be a man or act like a man. So be proud of who you are and always show the side of you that says no matter what I will, and I can. Do not give up on yourself because you are all you have.“

Im Mai 2020 wurde Gawanas als Mitglied des ersten Kuratoriums der International Planned Parenthood Federation (IPPF) ausgewählt. Als Vorsitzende dieser Rechtsreformkommission überwachte sie die Verabschiedung des Gleichstellungsgesetzes für verheiratete Personen. Die Kommission hat umfangreiche Vorarbeiten zu Vergewaltigungs- und anderen wichtigen Gesetzen auf den Weg gebracht, die schließlich nach ihrer Amtszeit verabschiedet wurden.
Im Juli 2020 übergab sie das Amt des Sonderberaters für Afrika an Cristina Duarte.

### Auszeichnung
In Anerkennung ihrer Leistungen im Bereich Menschenrechte und soziale Entwicklung verlieh die Universität des Westkaps in Kapstadt (Südafrika) im September 2012 den Ehrendoktortitel der Rechtswissenschaften an Gawanas. Sie wurde zu den 100 einflussreichsten Persönlichkeiten für die Gesundheit von Frauen und Kindern ernannt. Sie erhielt außerdem den Preis der International Planned Parenthood Federation für den herausragendsten Beitrag zu sexueller und reproduktiver Gesundheit und entsprechenden Rechten.

### Privates
Gawanas ist verheiratet, hat vier erwachsene Kinder und vier Enkelkinder. Ihre Nichte Sade Gawanas war von 2021 bis 2023 Bürgermeisterin von Windhoek.

## Veröffentlichungen (Auswahl)

### Bücher
- Affirmative action for the disadvantaged populations. Public employment in Namibia. In: Affirmative action in a new South Africa. The apartheid legacy and comparative international experiences and mechanisms of enforcement. Centre for Development Studies, University of the Western Cape, Cape Town 1992, ISBN 1-86808-110-9 (englisch).
- Using Law Reform as a Strategy towards Promoting a Gender-sensitive Human Rights Culture in Namibia. In: Karin Fischer-Buder (Hrsg.): Human Rights and Democracy in Southern Africa. Papers Presented at the Conference "Cultivating Co-operation amongst Human Rights Institutions in the UNITWIN Network in Southern Africa". New Namibia Books, Windhoek, Namibia 1998, ISBN 99916-31-60-7 (englisch).
- Our common work. Fairness, dignity and human rights. International Ombudsman Institute, Edmonton 2000, OCLC 290620058 (englisch).
- Office of the Ombudsman, 1990-2000. University of Namibia, Windhoek 2002, ISBN 1-86888-245-4 (englisch).
- Overcoming Bitterness, Fear and Hatred. A Journey through Life. The Forum, Windhoek 2002, OCLC 484324484 (englisch).
- mit Chinua Akukwe: Healthcare Delivery in Africa. Issues, Choices, Challenges, and Opportunities. Adonis & Abbey, London 2005, ISBN 1-905068-41-7 (englisch).

### Artikel
- Legal rights of Namibian women & affirmative action. The eradication of gender inequalities. In: Review of African Political Economy. Band 20, Nr. 56, März 1993, ISSN 0305-6244, S. 116–122 (englisch).
- Women's rights are an integral part of human rights. In: Konrad-Adenauer-Stiftung, Namibia Institute for Democracy. (Hrsg.): Namibian views. Women's rights. Windhoek 1993 (englisch).
- Human rights through the eyes of Namibian women. In: University of Namibia (Hrsg.): Human rights education and advocacy in Namibia in the 1990s : a tapestry of perspectives. A collection of papers submitted at a Workshop on Education, Training, and Information Concerning Human Rights in Namibia, held in Windhoek, Namibia, 12 to 13 May 1993. New Namibia Books, 1995, ISBN 99916-31-39-9 (englisch).
- Electoral politics and popular participation. What role for donors? In: Henock Kifle, Adebayo Olukoshi, Lennart Wohlgemuth (Hrsg.): A new partnership for African development. 1997, ISBN 91-7106-412-5, S. 52–55 (englisch).
- Using law reform as a strategy towards promoting a gender-sensitive human rights culture in Namibia. In: Karin (Hrsg.): Human rights and democracy in Southern Africa. New Namibia Books, Windhoek 1998 (englisch, worldcat.org).
- The role of the Ombudsman. In: Rudolf V van Puymbroeck (Hrsg.): Comprehensive legal and judicial development : toward an agenda for a just and equitable society in the 21st century. World Bank, Washington, DC 2001 (englisch).
- Office of the Ombudsman, 1990-2000. In: Constitution at work. 10 years of Namibian nationhood, proceedings of the conference 'Ten Years of Namibian Nationhood', 11-13 September 2000. University of Namibia, Windhoek 2002, ISBN 1-86888-245-4, S. 101–109 (englisch).
- African Union and health care challenges in Africa. Strategies and initiatives on health care delivery. In: African Renaissance. Band 3, Nr. 4, 1. Juli 2006, ISSN 1744-2532, S. 40–56 (englisch, worldcat.org).
- mit Nigel Crisp und Imogen Sharp: Training the health workforce. Scaling up, saving lives. In: The Lancet. Band 371, Nr. 9613, 23. Februar 2008, S. 689–691 (englisch).
- The African Union. Concepts and implementation mechanisms relating to human rights. In: Human rights in Africa. Legal perspectives on their protection and promotion. Macmillan Education Namibia, Windhoek 2009, ISBN 978-99916-0-956-0, S. 135–162 (englisch).
- The Africa we want: Facilitating the coordination of international support for Africa’s development, peace and security. In: UN-Chronicle. Band 55, Nr. 2, 28. August 2018, S. 28–29 (englisch, un-ilibrary).
- Politics, economics, and society. In: Francis Omaswa, Nigel Crisp (Hrsg.): African Health Leaders: Making Change and Claiming the Future. Oxford University Press, 2015, ISBN 978-0-19-870332-7 (englisch, oxfordmedicine.com).